# Catocala roseolimbata
Catocala roseolimbata là một loài bướm đêm trong họ Erebidae.